# Pyractonema palustris
Pyractonema palustris is een keversoort uit de familie glimwormen (Lampyridae). De wetenschappelijke naam van de soort is voor het eerst geldig gepubliceerd in 1958 door Green.